# Lymantria melanopogon
Lymantria melanopogon är en fjärilsart som beskrevs av Embrik Strand 1914. Lymantria melanopogon ingår i släktet Lymantria och familjen tofsspinnare. Inga underarter finns listade i Catalogue of Life.